# Rofecoxib
Rofecoxib ist der Freiname eines Arzneistoffs, der als selektiver COX-2-Inhibitor (Kürzel: Coxib) wirkt. Das nichtsteroidale Antirheumatikum diente ähnlich dem Celecoxib zur Behandlung rheumatischer Erkrankungen und Schmerzen. Es wurde vom US-Pharmakonzern Merck Sharp & Dohme (MSD) unter dem Handelsnamen Vioxx im Jahr 1999 in Verkehr gebracht und 2004 aufgrund kardiovaskulärer Nebenwirkungen durch MSD wieder vom Markt genommen.
In Deutschland stellte Vioxx mit etwa 20 % des nationalen Konzernumsatzes das umsatzstärkste Produkt der Firma dar. Weltweit erreichte MSD mit Vioxx die Marktführerschaft für COX-2-Hemmer (Coxibe) und erzielte 2003 einen Jahresumsatz von 2,5 Milliarden US-Dollar.

## Vermarktung
Die Zulassung durch die amerikanische Gesundheitsbehörde FDA für Tabletten und die orale Suspension erfolgte am 20. Mai 1999.
Am 30. September 2004 kündigte der Konzern an, Vioxx wegen einer neuen Langzeitstudie, die bisher wenig beachtete Nebenwirkungen des Medikaments als schwerwiegend eingestuft hatte, unverzüglich vom Markt zu nehmen. In dieser Studie zeigte sich im Vergleich zu einem Placebo nach 18 Monaten eine nahezu verdoppelte Rate an Herz-Kreislauferkrankungen, insbesondere Herzinfarkten, instabiler Angina Pectoris und Schlaganfällen. Die Studie musste aus diesem Grund vorzeitig abgebrochen werden.
Es drohten danach Schadenersatzforderungen gegen den Hersteller: Seit Rückzug des Medikaments vom Markt waren bis März 2006 nahezu 10.000 Klagen gegen MSD erhoben worden. Im ersten Gerichtsverfahren in dieser Sache, welches im Sommer 2005 in Angleton (Texas) stattfand, sprach eine Jury der Witwe eines mutmaßlichen Vioxx-Opfers 253 Millionen Dollar zu. Der Mann hatte nach acht Monaten kontinuierlicher Einnahme des Medikaments einen tödlichen Herzinfarkt erlitten. Nach zwei weiteren Gerichtsprozessen, in denen es um Herzinfarkte mit Todesfolge nach Einnahme des Präparates ging, sprach das Gericht MSD frei.

## Indikation
Vioxx wurde zur Behandlung von Arthrose, Osteoarthritis, rheumatoider Arthritis, akuten Schmerzen bei Erwachsenen und bei primärer Dysmenorrhoe angewendet. Noch Anfang September 2004 hatte die US-Gesundheitsbehörde FDA die Zulassung des Medikaments auf die Behandlung von Kindern ab zwei Jahren erweitert.